# Nội dung khiêu dâm tại Nhật Bản
Nội dung khiêu dâm tại Nhật Bản là thị trường sản xuất, công chiếu, doanh thu, thị hiếu của công chúng Nhật Bản đối với những loại hình phim khiêu dâm cùng những dàn diễn viên nổi tiếng. Phim khiêu dâm ở Nhật đa dạng về thể loại, từ bukkake đến tamakeri. Phổ biến nhất trong loại hình này là phim người lớn Nhật Bản (tiếng Anh: Japanese Adult Video; viết tắt: JAV). Nội dung khiêu dâm ở Nhật Bản có những đặc điểm độc đáo dễ phân biệt với nội dung khiêu dâm của phương Tây. Nội dung khiêu dâm đầu tiên là các tranh in trên khối gỗ có từ trước thế kỷ 20, kể từ đó nội dung khiêu dâm của Nhật Bản phát triển thành các danh mục phụ riêng biệt. Ngoài các video và tạp chí khiêu dâm, về sau có thêm truyện tranh khiêu dâm, trò chơi máy tính khiêu dâm và anime khiêu dâm (phim hoạt hình về hoạt động tình dục). Theo luật pháp Nhật Bản, bất kỳ nội dung khiêu dâm nào được sản xuất hợp pháp đều phải bị kiểm duyệt che mờ bộ phận sinh dục của diễn viên, cả nam lẫn nữ và điều này kéo dài cho đến giữa những năm 1990. Việc che mờ bao gồm truyện tranh hentai, trò chơi điện tử và anime.

## Thực trạng
Phim JAV của Nhật Bản đạt số lượng rất lớn trong làng giải trí thế giới, chúng chiếm tới 20% doanh thu bán hàng trên thế giới với hàng tỉ USD và đang tăng trưởng đều đặn qua từng năm. Năm 2012, số lượng các đầu sản phẩm phim cấp 3 chính thức được phát hành tại Nhật Bản ước tính vào khoảng 20.000 bản, cùng với những sản phẩm trực tuyến hoặc bất hợp pháp khác thì lên đến 35.000 (trung bình mỗi ngày có 100 sản phẩm phim cấp 3).

## Những điểm đáng chú ý

### Luật kiểm duyệt
Xét theo điều 175 của Bộ luật Hình sự Nhật Bản, những người bán hoặc phân phối tài liệu khiêu dâm có thể bị phạt tiền hoặc phạt tù. Điều này được đưa vào trong Bộ luật Hình sự của Nhật Bản từ năm 1907 và gần như được giữ nguyên đến ngày nay. Trong luật đề cập đến việc hiển thị lông mu và bộ phận sinh dục của người trưởng thành bị coi là khiêu dâm.
Maebari (dịch nghĩa đen là "miến dán phía trước") là một thuật ngữ tiếng lóng trong ngành công nghiệp phim khiêu dâm Nhật Bản, ý nói đến hành động "che phủ lông mu". Ban đầu, điều này được thực hiện bằng cách dán băng keo lên vùng kín, và thuật ngữ maebari được dùng để chỉ loại bằng keo này. Kỹ thuật này giúp các nhà làm phim tuân thủ quy định kiểm duyệt của Nhật Bản và tránh nguy cơ phải quay lại tốn kém. Trong các bộ phim hồng, maebari dần phát triển thành những miếng dán giống băng keo cá nhân, có thể tự dính và dễ dàng loại bỏ sau khi sử dụng, những miếng băng keo này thường có màu da và hình tam giác. Khi việc tẩy lông mu bằng cách cạo trở nên phổ biến, maebari dần bị loại bỏ khỏi ngành công nghiệp này.
Video khiêu dâm thường mô tả các cảnh quan hệ tình dục rõ ràng, hiện nay, bộ phận sinh dục của người tham gia bị che mờ bằng kỹ thuật pixel, đối với dương vật, mức độ kiểm duyệt có thể khác nhau. Trong hai quyển sách được xuất bản của tác giả Kishin Shinoyama mang tựa đề Waterfruit và Santa Fe, lần đầu tiên có sự xuất hiện của hình ảnh lông mu. Nhiều công ty sản xuất video trong ngành công nghiệp cũng tuân thủ chặt chẽ các vấn đề đạo đức về những gì được chấp nhận và những gì không. Một số tổ chức nổi bật như Nihon Ethics of Video Association (Hiệp hội Đạo đức Video Nhật Bản), Ethics Organization of Computer Software (Tổ chức Đạo đức Phần mềm Máy tính Nhật Bản) và Contents Soft Association (Hiệp hội Nội dung Phần mềm).

### Tôn giáo và khiêu dâm
Tôn giáo bản địa của người Nhật, Thần đạo (hay Kami-no-Michi), dựa trên thuyết vật linh (animism), với niềm tin rằng các thực thể siêu nhiên cư ngụ trong thiên nhiên. Các vị thần trong Thần đạo không phải là hiện thân của đạo đức hay sự hoàn hảo; thay vào đó, họ tồn tại trong tự nhiên, và do đó, tình dục được coi là một phần tự nhiên của cuộc sống. Vì vậy, những góc nhìn từ vấn đề tôn giáo không phải là rào cản hay định kiến đối với sự hiện diện và tồn tại của nội dung khiêu dâm trong xã hội Nhật Bản.

## Diễn viên
Nhật Bản cấm nghề mại dâm nhưng lại hợp thức hóa ngành công nghiệp phim khiêu dâm, ở Nhật có 34 công ty sản xuất phim. Hàng nghìn cô gái trẻ đã bị thu hút tham gia vào ngành JAV. Tại Nhật, những rủi ro về bệnh qua đường tình dục cũng là rất thấp vì các diễn viên sẽ phải kiểm tra sức khỏe trước khi đóng phim.
Trình độ học vấn thậm chí cũng trở thành yếu tố quan trọng để tuyển chọn diễn viên. Những cô gái tốt nghiệp ở trường đại học danh tiếng, những người có bằng sư phạm, y tá,... dễ gia nhập ngành hơn. Có khoảng 6.000 cái tên mới ra mắt loại hình này mỗi năm. Cát-sê mỗi ngày diễn của các nữ diễn viên dao động ở khoảng 300 USD cao hơn con số có thể đạt đến 600 USD cho một ngày.
Cứ 200 phụ nữ Nhật lại có một người từng xuất hiện trong phim khiêu dâm, một số liệu khác cho thấy có hơn 10.000 người nữ từ đủ mọi tầng lớp tham gia đóng phim đen tại Nhật Bản. Hiện ở Nhật đã có khoảng hơn 10.000 nữ diễn viên tham gia vào ngành công nghiệp phim người lớn với việc tham gia sản xuất khoảng 4.500 đầu phim một tháng.
Tuy vậy, chỉ có khoảng 70 nam diễn viên đóng phim đen. Trung bình 70 người đàn ông phục vụ cho 10.000 người phụ nữ. Thậm chí diễn viên cao tuổi nhất cũng ngoài 65. Việc tìm kiếm nam diễn viên AV rất khó khăn, họ có thể nhận từ 50.000 Yên (~ 11 triệu VND) đến 100.000 Yên cho một ngày diễn, tùy vào đẳng cấp được thừa nhận của họ. Những người này cần đảm bảo có cơ thể cường tráng và dẻo dai.

## Thư viện ảnh

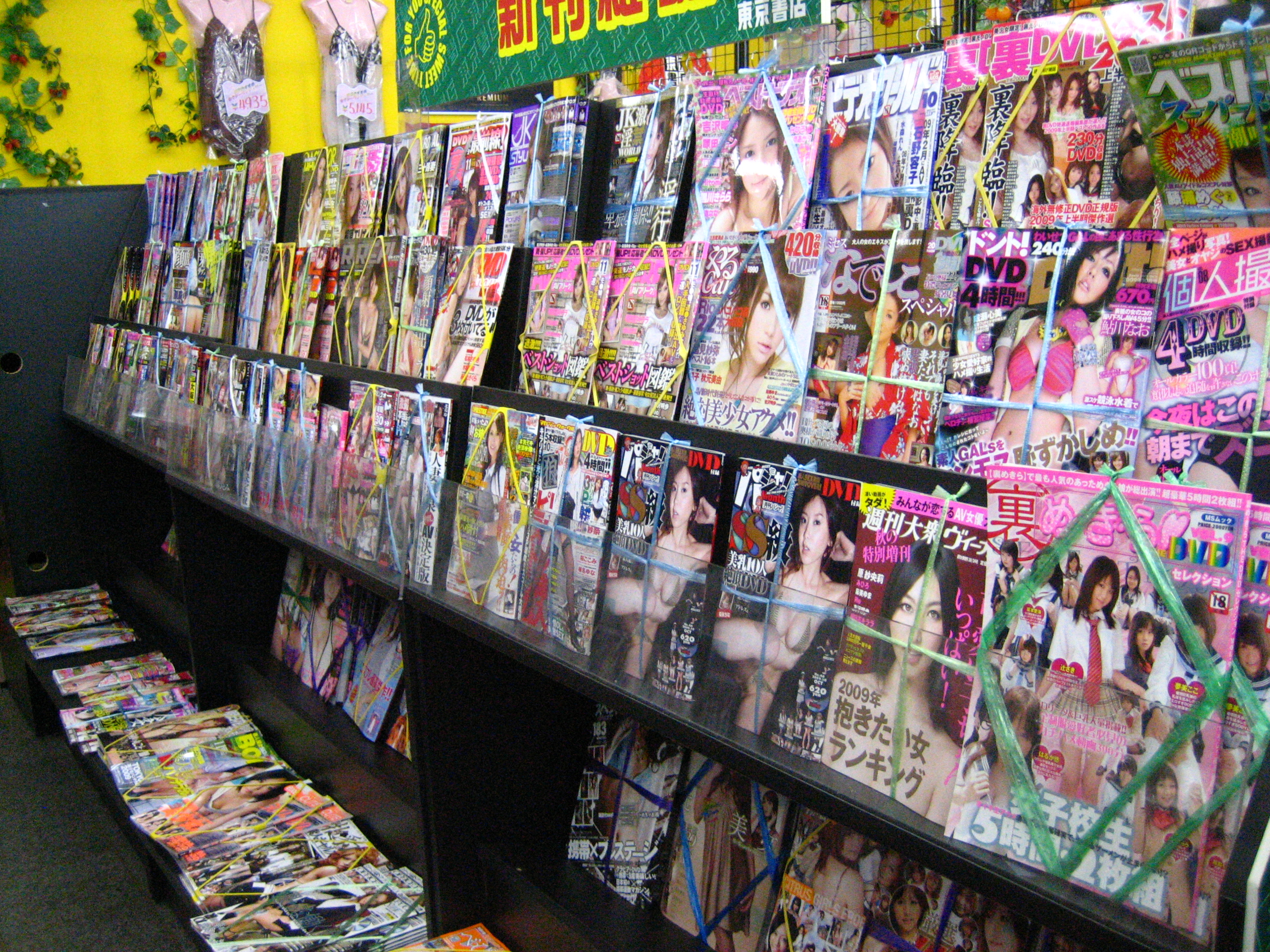
Tạp chí khiêu dâm trên kệ ở Nhật Bản, 2009
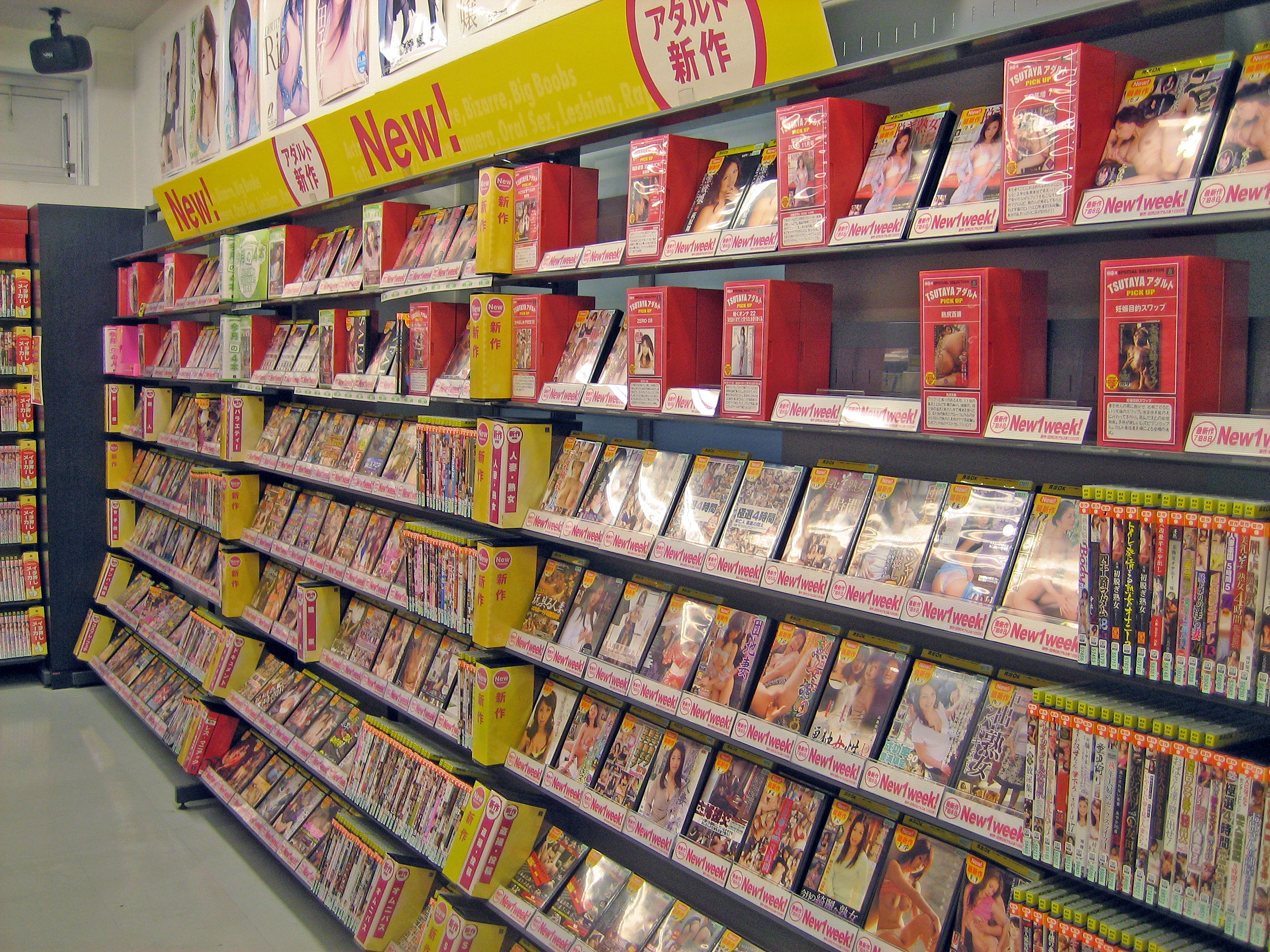
Video người lớn tại cửa hàng cho thuê Nhật Bản, 2008
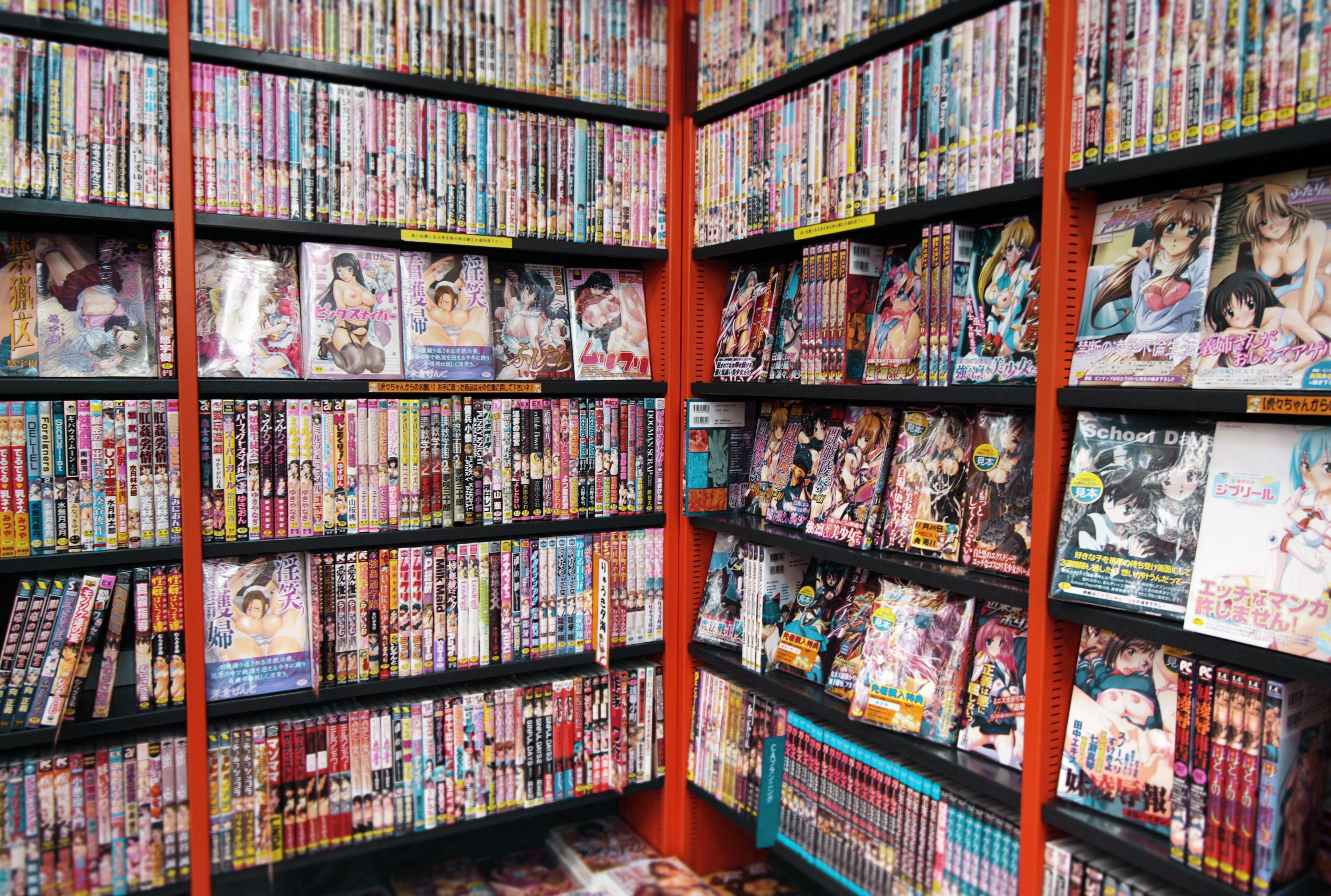
Truyện Hentai được bán ở Nhật Bản